# أراتا كاساكي
أراتا كاساكي (باليابانية: 笠木 新) (21 يونيو 1980 في إيتاباشي في اليابان – )؛ هو لاعب كرة قدم سابق كان يلعب كلاعب وسط.